# Folke Bernadotte
Pour les articles homonymes, voir Bernadotte.
Signature
Folke Bernadotte est un diplomate suédois, né le 2 janvier 1895 à Stockholm. Il est connu pour avoir négocié la libération de 15 000 prisonniers des camps de concentration durant la Seconde Guerre mondiale. Il est mort assassiné le 17 septembre 1948 à Jérusalem, dans le rôle de médiateur de l'ONU, par des membres du groupe terroriste sioniste Lehi.

## Jeunesse

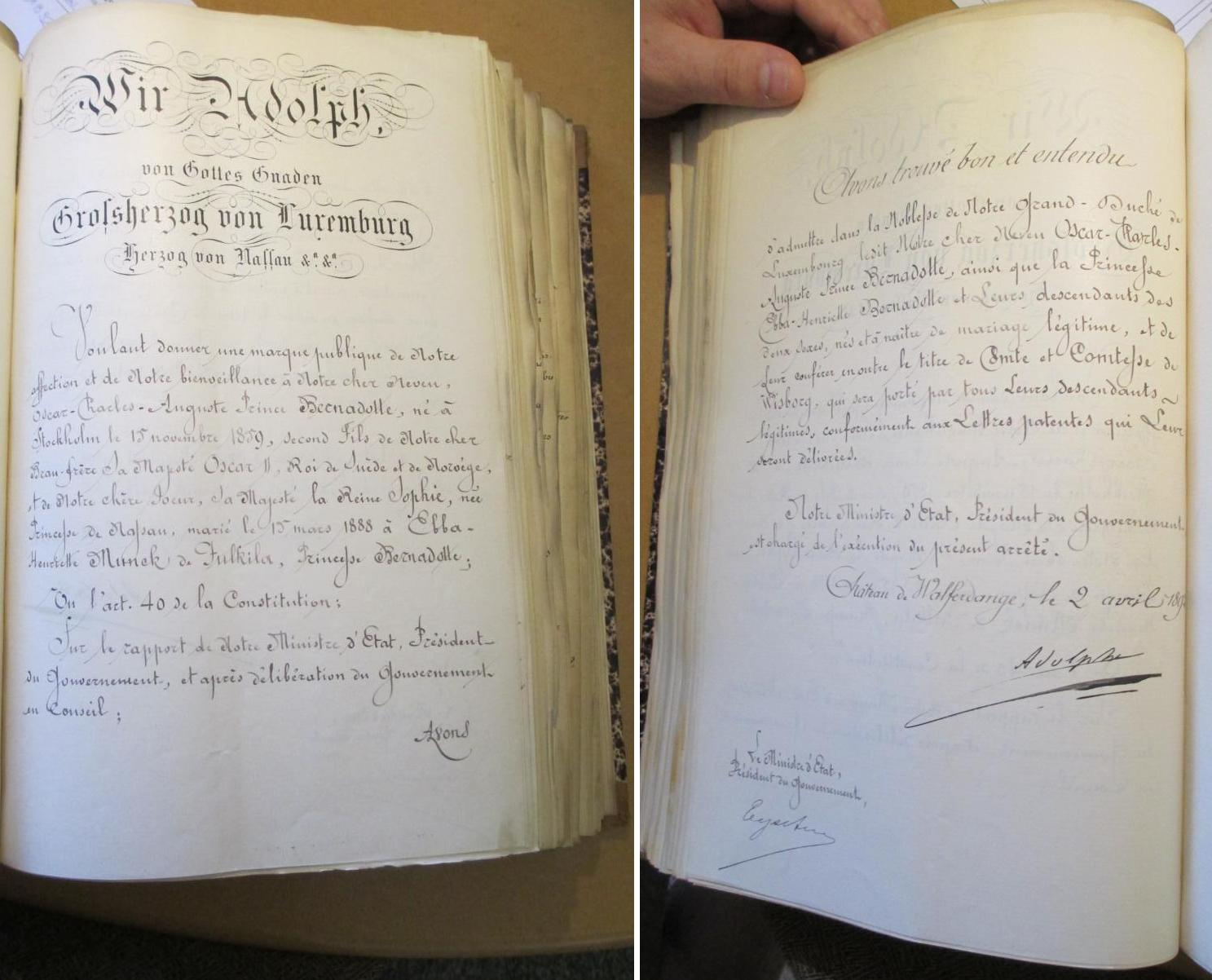
Lettres patente adressées par le grand-duc Adolphe de Luxembourg à son neveu Oscar Bernadotte, père de Folke. Ces lettres lui octroient les titres de prince Bernadotte et comte de Wisborg, titres que récupèrera Folke à la mort du prince Oscar.

Folke Bernadotte est né à Stockholm dans la maison Bernadotte, la famille royale suédoise. Son père, le prince Oscar Bernadotte (1859-1953), comte de Wisborg (anciennement prince Oscar de Suède, duc de Gotland), était le deuxième fils du roi Oscar II de Suède ; sa mère, Ebba Munck af Fulkila (1858-1946), était une dame d'honneur de Victoria de Bade, l'épouse du prince héritier Gustaf. Oscar avait épousé Ebba en 1888 sans le consentement du roi et fut donc contraint de renoncer à ses titres suédois ; en 1892, il reçut les titres de prince Bernadotte et comte de Wisborg par son oncle, Adolphe, grand-duc de Luxembourg.
Bernadotte fréquente l'école à Stockholm, après quoi il suit une formation pour devenir officier de cavalerie à l'Académie royale militaire. Il passe l'examen d'officier en 1915, est nommé lieutenant en 1918, puis promu au grade de major.
Bernadotte représente la Suède en 1933 à l'exposition A Century of Progress de Chicago, puis est commissaire général suédois à l'Exposition universelle de New York 1939-1940. Bernadotte était impliqué depuis longtemps dans les scouts suédois (Sveriges Scoutförbund) et prend la direction de l'organisation en 1937. Au début de la Seconde Guerre mondiale, Bernadotte s'efforce d'intégrer les scouts dans le plan de défense suédois, les formant à la lutte anti- aérienne et comme assistants médicaux.

## Diplomate pendant la Seconde Guerre mondiale

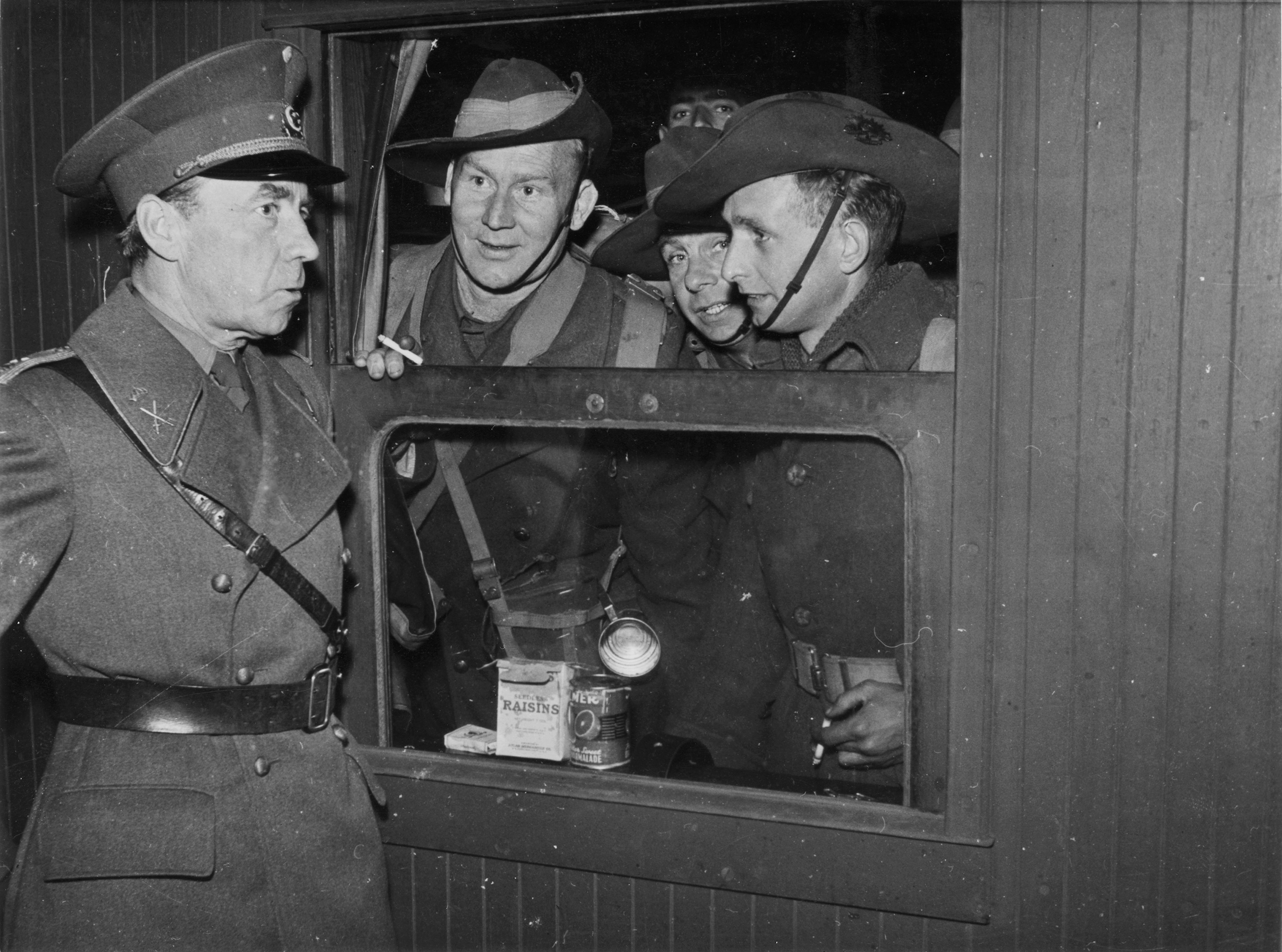
Le comte Folke Bernadotte (à gauche) conversant avec des prisonniers de guerre australiens en Allemagne (1943).

En 1945, alors vice-président de la Croix-rouge suédoise, Bernadotte essaya de négocier un armistice entre l'Allemagne et les Alliés. À la toute fin de la guerre, il reçut l'offre faite par Heinrich Himmler d'une reddition complète de l'Allemagne vis-à-vis de la Grande-Bretagne et des États-Unis, à la condition que l'Allemagne soit autorisée à poursuivre la résistance contre l'Union soviétique. Cette offre fut transmise à Winston Churchill et Harry S. Truman. Elle fut refusée par le Royaume-Uni et les États-Unis.
Peu avant la fin de la Seconde Guerre mondiale, Bernadotte organisa l'opération de sauvetage Bus blancs pour évacuer des déportés, notamment norvégiens et danois, dans des hôpitaux suédois, ainsi que des déportés francophones du Cap Arcona. Il libéra ainsi 15 000 personnes de l'enfer des camps de concentration et acquit une immense popularité. Cette opération résulte de l'intervention de plusieurs personnes, en particulier en Allemagne et le rôle de Folke Bernadotte fut moins central – tant sur le plan des décisions à obtenir du côté de l'administration de la S.S. dirigée par Himmler que sur le plan de l'organisation pratique des transports et de l'évacuation des déportés – que ce qu'il a pu être dit et écrit, par lui-même en particulier ou dans la Suède d'après-guerre.
En avril 1945, il s'implique aussi dans une opération d’évacuation de 8 000 déportés vers la Suède à l'aide de 5 bateaux. Ceux-ci sont coulés par la Royal Air Force et seulement 300 personnes dans la mer Baltique.
Cependant, des travaux historiques révélés notamment en 2005 indiquent que cette opération avait un coût moral, longtemps occulté : pour permettre la libération des prisonniers scandinaves, quelque 2 000 autres prisonniers, malades ou mourants, « principalement français, mais aussi russes et polonais », furent sortis du camp de concentration de Neuengamme et transférés vers d'autres camps nazis. Le transfert fut effectué dans les mêmes « bus blancs », conduits par des chauffeurs suédois, qui servirent à l'évacuation des Scandinaves.

### Une auto-attribution douteuse
À la fin de la guerre, le comte s'empresse de faire rédiger par Ragnar Svanström un récit de l'aventure des Bus blancs, qui sera publié le 16 juin sous le titre Slutet (La Fin) (The Fall of the Certain en anglais). Dans ce best-seller, Bernadotte apparait comme l'unique concepteur, organisateur, négociateur et transporteur de l'opération des bus blancs, omettant les nombreuses personnalités ayant eu un rôle concret bien plus important que le sien. L'historien suédois Sune Persson reconnaitra plus tard qu'« il est évident que Bernadotte a joué lors de cette phase un rôle modeste ».
Dès le 2 septembre 1948, un rapport d'une commission restreinte — composée de l'ancien secrétaire général du ministère des Affaires étrangères Snouck-Hugronje, le premier secrétaire de l'ambassade des Pays-Bas à Paris van Schelle et le professeur Rüter de l'université de Leyde —, nommée par le professeur Nicolaas Wilhelmus Posthumus, membre de l'Académie des sciences, est rendu au Premier ministre Drees, étudiant les relations entre Kersten, Himmler, Schellenberg et Brandt, ainsi qu'avec le comte Bernadotte. Il en conclut que « Bernadotte a été, pourrait-on dire sans excès d'amabilité, le garçon de course de Kersten, l'homme que Bernadotte ne connaît pas dans son livre ». 
L'historien britannique Hugh Trevor-Roper écrit en février 1953 dans le magazine américain Atlantic Monthly pour condamner le refus de naturalisation opposé à Kersten par le gouvernement suédois :
« Quelles étaient les motivations de Bernadotte dans cette entreprise d'escamotage de tout autre mérite que le sien ? Après tout, son propre travail avait été parfaitement honorable. Pourquoi a-t-il cru nécessaire d'en magnifier aussi consciencieusement — et semble-t-il aussi peu scrupuleusement — l'importance ? La vanité personnelle peut-être ; la politique suédoise sans doute ; quoi qu'il en soit, ce fut un succès, et ce succès même a étouffé la voix plus humble de la vérité. »

## Médiateur de l'ONU

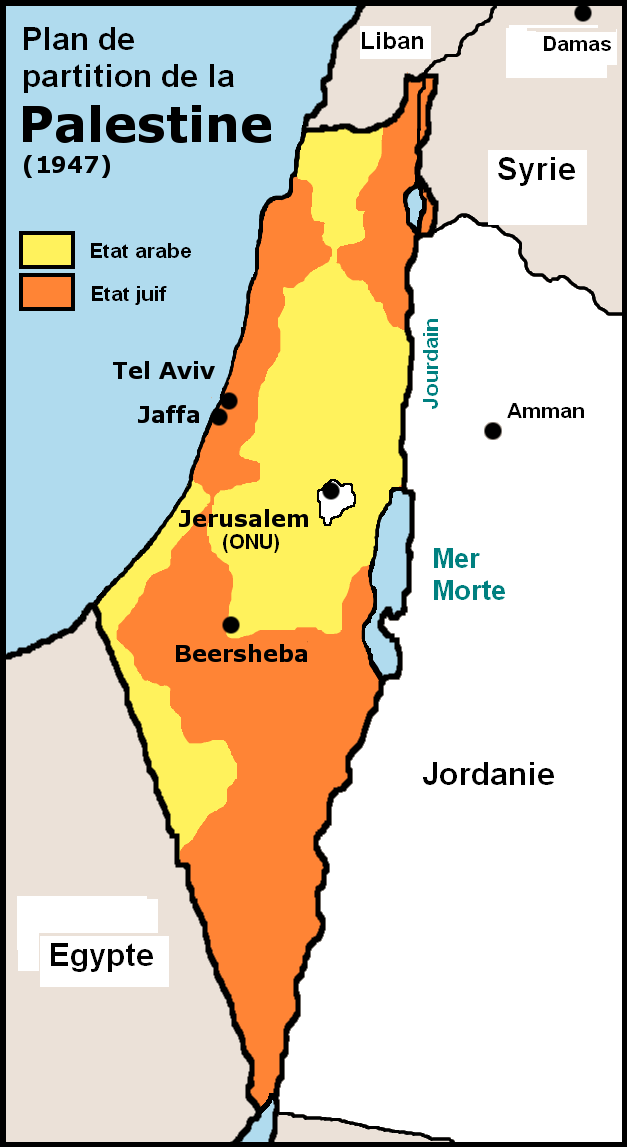
Plan de partage de la Palestine de 1947.

Le 29 novembre 1947 un plan de partage de la Palestine voté par l'assemblée générale des Nations unies prévoit à la fois la création d'un État juif, d'un État arabe et d'une zone internationale à Jérusalem et à Bethléem en Palestine alors administrée par les Britanniques. Entre décembre 1947 et mai 1948, dans un état de guerre larvé, de très nombreux incidents éclatent et font des milliers de victimes, morts ou blessés, parmi les Juifs et Arabes de Palestine. 
Le 14 mai 1948, l'État juif est proclamé et prend la dénomination « État d'Israël » ; cet État a été proclamé de façon unilatérale par le Yichouv par la déclaration faite par David Ben Gourion, président du Yichouv à Tel Aviv au musée des beaux-arts, vers 16 heures. Cette proclamation est immédiatement suivie par la première guerre israélo-arabe. Le 20 mai 1948, Bernadotte est nommé médiateur des Nations unies en Palestine. Il est ainsi le premier médiateur officiel de l'histoire de l'ONU. Sa mission est alors immense : faire cesser les combats et superviser la mise en application d'un partage territorial entre Israël et les États arabes.

### Contexte de l'assassinat

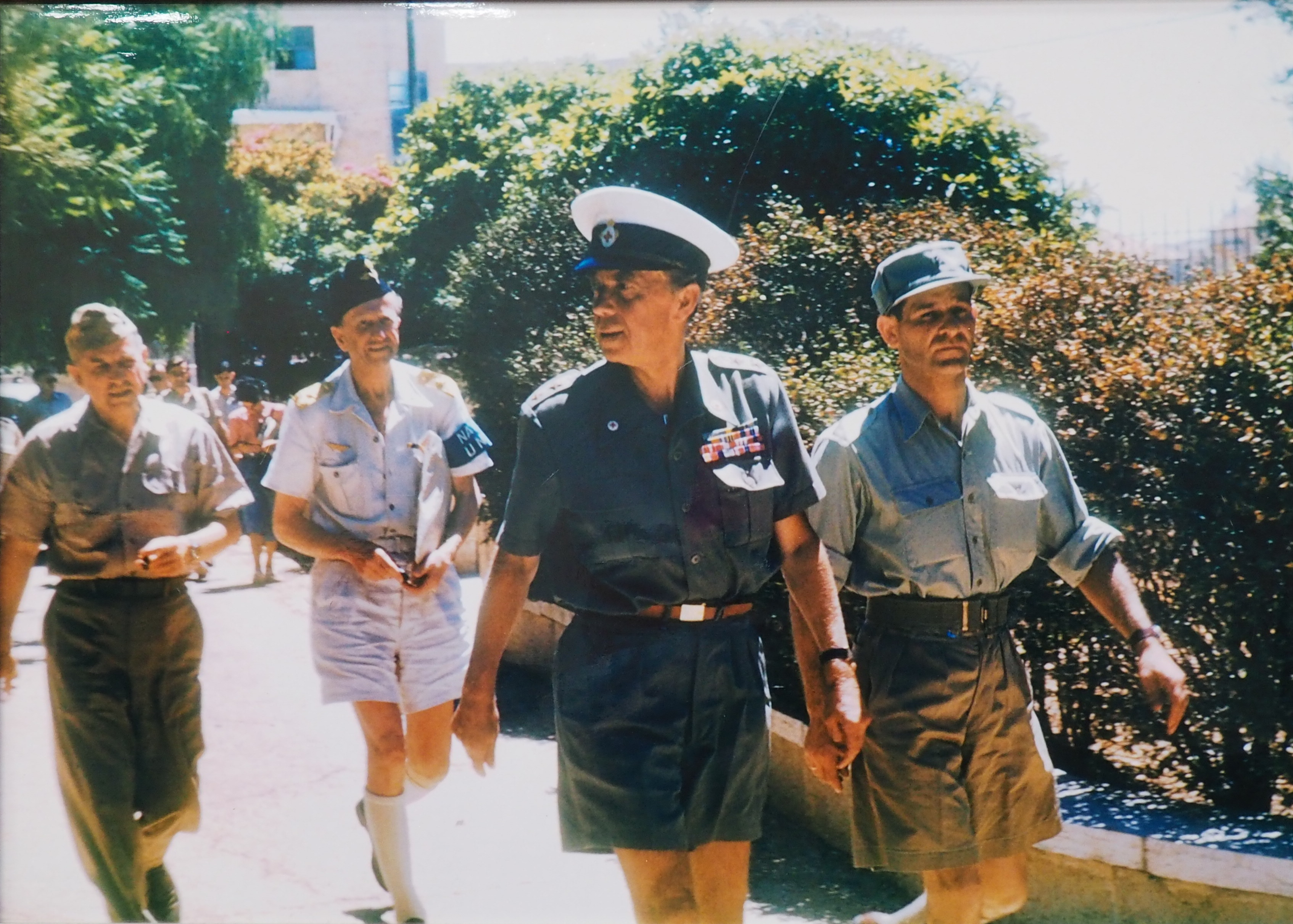
Folke Bernadotte en 1948.

Le médiateur de l'ONU propose un plan pour les deux parties arabes et juives le 27 juin 1948. Pour la partie arabe, le plan du médiateur propose de remplacer l'État arabe prévu par l'attribution de son territoire à la Transjordanie, émirat créé par les Britanniques en 1926 et devenu royaume hachémite de Jordanie en avril 1946. Ce plan propose un État juif réduit à 20 % de la superficie de la Palestine mandataire, au lieu des 55 % prévus et adoptés par l'ONU le 29 novembre 1947, et une confédération avec la Transjordanie. Ce plan est rejeté par tous les sionistes et les Arabes. « Bernadotte devient la cible, en Israël, d'une virulente campagne de presse. »
Le groupe juif Lehi, qui n'hésite pas à commettre des attentats et actes de terreur contre les Britanniques puis contre les Palestiniens arabes, est créé fin 1940-début 1941 par Avraham Stern : il est une scission de l'Irgoun, lui-même scission droitiste créée en 1937, issue de la Haganah, première force d'auto-défense juive qui fut créée en 1920 et tolérée par les Britanniques. Fin 1941, Avraham Stern meurt les armes à la main lors d'un combat contre les Britanniques. Un des trois dirigeants du groupe Lehi (ou Stern) est alors Yitzhak Shamir, futur cadre du Mossad et futur premier ministre israélien.
Le 24 juillet 1948, le médiateur rencontre deux membres du Lehi. Fin juillet, le Lehi menace Bernadotte de mort. Il est alors affirmé par cette organisation : « Nous avons l’intention de tuer Bernadotte et tout autre observateur des Nations unies en uniforme qui viendra à Jérusalem. » Lorsqu'on leur demandera pourquoi, ils répondront « que leur organisation était déterminée à ce que Jérusalem soit sous l’autorité de l’État d’Israël et qu’elle ne permettrait pas d’interférence de la part d’une organisation nationale ou internationale,. »
Le 1er août 1948, Israël Eldad, un des trois dirigeants du Lehi, déclare, lors d'une réunion publique à Jérusalem : « Les combattants pour la liberté d'Israël adressent une mise en garde aux observateurs des Nations unies [et] aux généraux de Bernadotte […]. Nous emploierons contre les représentants d'un pouvoir étranger les mêmes méthodes que nous avons employées contre les Britanniques. »
D'après Israël Eldad, la décision de tuer Bernadotte est prise en août par les trois dirigeants du Lehi qui étaient alors le « Centre », plus haute instance du Lehi : Yitzhak Shamir, Nathan Yalin Mor et Israël Eldad.

Le 16 septembre 1948, Bernadotte propose un nouveau plan de partage de la Palestine, dans lequel la Transjordanie annexerait le Néguev, la Judée et la Samarie. La confédération entre Israël et la Transjordanie proposée lors du premier plan du 27 juin 1948 disparaît du nouveau plan. Ce plan prévoit un État juif sur la Galilée. Il propose également le passage de Jérusalem sous contrôle international et le rapatriement (ou dédommagement) des réfugiés juifs et arabes, dans chaque État nouveau devant être créé. Au sujet des réfugiés, Bernadotte écrit : 

« Ce serait offenser les principes élémentaires que d'empêcher ces innocentes victimes du conflit de retourner à leur foyer, alors que les immigrants juifs affluent en Palestine et de plus menacent de façon permanente de remplacer les réfugiés arabes enracinés dans cette terre depuis des siècles. »

Il critique « le pillage sioniste à grande échelle et la destruction de villages sans nécessité militaire apparente. »
Ce nouveau plan est de nouveau refusé par les Israéliens et les pays arabes. La Transjordanie, grande gagnante du projet de Folke Bernadotte, n'ose pas accepter, compte tenu de l'état de guerre contre l’État d'Israël, créé le 14 mai 1948, et des soupçons de collaboration qui pèsent sur le royaume. (Cf. guerre israélo-arabe de 1948.)

### Assassinat du comte Bernadotte et du colonel Sérot
D'après les études des documents et des témoignages, il est connu aujourd'hui que le meurtre a été planifié par Yehoshua Zettler, le commandant de la section du Lehi de Jérusalem (la dernière en activité et la plus dure), qu'il a été décidé en août au plus haut niveau par les trois responsables du « Centre » et que l'exécution en a été confiée à un vétéran du Lehi, Yehoshua Cohen. Les deux autres tireurs étaient Yitzhak Ben-Moshe et « Gingi » Zinger ; quant au conducteur de la jeep, il s'appelait Meshulam Makover.
Le 17 septembre 1948, après avoir rencontré les observateurs de la trêve et visité quelques emplacements possibles pour le bâtiment du futur quartier général de l'ONU à Jérusalem, le convoi de Folke Bernadotte, composé de trois voitures, entre dans le quartier Katamon de Jérusalem. Chaque voiture arbore les drapeaux des Nations unies et de la Croix-Rouge et personne, dans ce convoi, n’est armé. Le comte Bernadotte, quant à lui, a refusé à plusieurs reprises le gilet pare-balles qu’on lui proposait, et a refusé au colonel français Sérot, son adjoint, qui pensait que le convoi pouvait être attaqué, d'avoir une arme avec lui alors qu'il se trouve dans sa voiture.
Dans la voiture du médiateur, sur la banquette arrière, avaient pris place Folke Bernadotte, le colonel français André Sérot, chef des observateurs des Nations unies à Jérusalem, et le général suédois Åge Lundström, chef de la supervision de la trêve en Palestine et représentant personnel du comte Bernadotte.
Peu après avoir franchi un barrage israélien, le convoi est arrêté par une jeep qui lui barre le passage. Les trois membres du Lehi, armés, ont revêtu l’uniforme de l’armée israélienne et surgissent de cette jeep tandis que le conducteur reste au volant. Les trois voitures sont arrosées de balles. Le comte Bernadotte est abattu de 6 balles à bout portant et le colonel français André Sérot en reçoit 18, au moyen du pistolet-mitrailleur allemand « Schmeisser » modèle MP40 ; des années plus tard, des journalistes israéliens ont établi que le tueur est Yehoshua Cohen, vétéran du Lehi.

### Conséquences de l'assassinat
L’assassinat du comte Bernadotte af Wisborg et du colonel Sérot suscita une condamnation unanime. Le Lehi est immédiatement suspecté. En 24 heures, plus de 250 membres du Lehi sont interpellés dans tout le pays par la police civile comme par la police militaire du jeune État juif.
Le gouvernement israélien en profite pour dissoudre les dernières unités de l'Irgoun, théoriquement dissoute en juin 1948, organisation armée sioniste de droite ayant pratiqué de nombreux attentats contre les Britanniques, avant la date d'indépendance du 14 mai 1948 et également contre des Arabes de Palestine, à Jérusalem, bien qu'il sache qu'elles n'ont pas été mêlées au crime.
Le surlendemain, le Lehi est officiellement dissous au titre d'une loi « pour la prévention du terrorisme ». Yehoshua Zettler affirmera avoir reçu une promesse explicite du ministre de l'Intérieur, Yitzhak Gruenbaum : « vous serez condamnés pour satisfaire l'opinion mondiale. Après quoi, vous serez amnistiés. » De fait, Nathan Yalin Mor et son adjoint Mattiyahu Shmulovitz sont condamnés le 2 février 1949 à plusieurs années de prison, non pour meurtre mais pour appartenance à une organisation terroriste ; ils sont relâchés le 20 février et libérés de la prison d'Acre, où ils étaient incarcérés. Tous les autres détenus du Lehi bénéficient d'une amnistie générale et sont également libérés.
Nathan Yalin Mor est élu à la Knesset lors des premières élections législatives israéliennes en janvier 1949 et le tueur du comte Bernadotte et du colonel Sérot, Yehoshua Cohen, devient le garde du corps personnel de Ben Gourion dans les années 1950. Yitzhak Shamir, le chef des opérations militaires du Lehi, l'un des trois décideurs de l'assassinat du comte en tant que membre du « Centre » du Lehi, devient un des cadres supérieurs du Mossad après 1950 et y reste des années, avant de s'engager dans l'action politique, pour le principal parti de la droite israélienne (Hérouth). Il est notamment élu député en 1973, est ensuite président de la Knesset de juin 1977 à mars 1980, après l'arrivée de la droite au pouvoir, et sera également ministre plusieurs fois et Premier ministre à deux reprises.
Au niveau du droit international, les Nations unies ont demandé l'avis consultatif de la Cour internationale de Justice pour savoir si elles pouvaient agir en justice afin de réclamer à l'État responsable, soit l'État d'Israël, réparation des dommages subis. La réponse faite le 11 avril 1949 a consacré la personnalité juridique en droit international d'une organisation internationale. Mais l'État d'Israël n'a jamais admis sa responsabilité dans cet acte terroriste, exécuté effectivement par des membres du groupe Lehi, jusqu'en septembre 2018.
Selon l'historien Jean-Pierre Filiu, en 2018 : « Aujourd'hui, c’est dans l’indifférence générale qu’Israël, au sein d’un musée dépendant de son ministère de la Défense, assume la responsabilité du meurtre du premier diplomate chargé de régler pacifiquement le conflit israélo-arabe. »
Le musée du Lehi (en) justifie ainsi l’assassinat : « Son plan, rendu public le 27 juin 1948, représentait un danger pour l’existence même de l’État d’Israël. [...] L’État juif n’aurait bénéficié d’aucune continuité territoriale. Jérusalem aurait été inclus dans le secteur arabe avec une autonomie municipale pour la communauté juive. Quelque 300 000 réfugiés auraient pu retourner dans leurs foyers, chaque État disposant d’un droit de véto sur la politique d’immigration de l’autre. Le 17 septembre 1948, le comte Bernadotte fut tué par balles par des membres du Lehi s’appelant le "Front de la patrie". Son plan fut ainsi réduit à néant. »

## Ses propositions pour la paix
Trois jours après son assassinat, fut publié un rapport décrivant les propositions du comte Bernadotte af Wisborg pour aboutir à la paix. Elles étaient les suivantes :
- transformer la première accalmie dans les combats en une paix permanente, ou au moins en un cessez-le-feu, et déterminer les frontières définitives des États juif et arabe en Palestine ;
- accorder le désert du Néguev à l'État arabe et la Galilée à l'État juif ;
- faire de Jérusalem et de Bethléem une zone internationale ;
- donner le contrôle des parties arabes de la Palestine aux États arabes (en fait à la Transjordanie) ;
- s'assurer que le port d'Haïfa et l'aéroport de Lod desservent à la fois les parties arabes et juives de la région ainsi que les États arabes du voisinage ;
- organiser le rapatriement des réfugiés arabes palestiniens ou, à défaut, leur dédommagement ;
- établir un comité de réconciliation, première étape devant mener à une paix durable dans la région.

Le gouvernement israélien rejette toutes ces propositions qui n'étaient pas celles que voulaient les partisans de l'État juif, officiellement créé le 14 mai 1948, vers 16 heures après sa proclamation officielle faite par David Ben Gourion, président du Yichouv, au Musée des Beaux-Arts de Tel Aviv.
Après la mort du comte Bernadotte af Wisborg, son successeur comme médiateur de l'ONU, Ralph Bunche, haut diplomate des États-Unis, négocie finalement un cessez-le-feu signé sur l'île grecque de Rhodes. Celui-ci reçoit en 1950 le prix Nobel de la paix pour sa médiation en Palestine et devient ainsi le premier Noir à être honoré de cette distinction.

## Décorations
- Commandeur de l'ordre royal de l'Étoile polaire
- Commandeur de l'ordre de Saint-Olaf
- Commandeur de l'ordre du Dannebrog
- Chevalier de la Légion d'honneur[Quand ?][réf. nécessaire]